# Kínai labdarúgó-válogatott
A kínai labdarúgó-válogatott (egyszerűsített kínai: 中国国家足球队, pinjin: Zhōngguó Guójiā Zúqiú Duì, népszerű magyar átírásban: Csungkuo Kuocsia Cucsiu Tuj) Kína nemzeti csapata, amelyet a kínai labdarúgó-szövetség (egyszerűsített kínai: 中国足球协会, pinjin: Zhōngguó Zúqiú Xiéhuì, népszerű magyar átírásban: Csungkuo Cucsiu Hsziehuj) irányít.
Számos becenevük ismert, mint kínai csapat (egyszerűsített kínai: 中国队,Csungkuo tuj (Zhōngguó Duì)), kuocu (guózú) (egyszerűsített kínai: 国足; a 国家足球队, azaz a kuocsia cucsiu tuj (Guójiā Zúqiú Duì), „nemzeti labdarúgó válogatott” rövidítése), avagy nemzeti csapat (egyszerűsített kínai: 国家队, kuocsia tuj (Guójiā Duì)).
A nemzeti tizenegy eddig egy alkalommal szerepelt a labdarúgó-világbajnokságon (2002). Legjobb eredményüknek az ázsiai kontinensviadalon elért két ezüstérmük számít (1984 és 2004).

## Nemzetközi eredmények
Ázsia-kupa
- Ezüstérmes: 2 alkalommal (1984, 2004)
- Bronzérmes: 2 alkalommal (1976, 1992)

Ázsia-játékok
- Ezüstérmes: 1 alkalommal (1994)
- Bronzérmes: 2 alkalommal (1978, 1998)

Dinasztia kupa (A kelet-ázsiai labdarúgó-bajnokság elődje)
- Ezüstérmes: 2 alkalommal (1990, 1998)

Kelet-ázsiai labdarúgó-bajnokság (EAFF-kupa)
- Aranyérmes: 1 alkalommal (2005)
- Bronzérmes: 2 alkalommal (2003, 2008)

## Világbajnoki szereplés
- 1930–1954: Nem indult.
- 1958: Nem jutott be.
- 1962–1978: Nem indult.
- 1982–1998: Nem jutott be.
- 2002: Csoportkör.
- 2006: Nem jutott be.
- 2010: Nem jutott be.
- 2014: Nem jutott be.
- 2018: Nem jutott be.
- 2022: Nem jutott be.

## Ázsia-kupa-szereplés
- 1956–1972: Nem indult.
- 1976: Bronzérmes
- 1980: Csoportkör.
- 1984: Ezüstérmes
- 1988: 4. hely
- 1992: Bronzérmes
- 1996: Negyeddöntő.
- 2000: 4. hely
- 2004: Ezüstérmes
- 2007: Csoportkör.
- 2011: Csoportkör.
- 2015: Negyeddöntő.
- 2015: Negyeddöntő.

## Játékosok

### Jelenlegi keret
Az Amerikai Egyesült Államokba utazó, Mexikó és Salvador elleni mérkőzésekre készülő keret. A gólok és a válogatottság a 2008. április 16-i, Mexikó elleni mérkőzés utáni állapotot tükrözi.
Kapusok
| Név                         | Születési dátum (Kor)          | Vál. | Gól. | Jelenlegi klub                  |
| --------------------------- | ------------------------------ | ---- | ---- | ------------------------------- |
| Szung Csen-jü (Song Zhenyu) | 1981. szeptember 11. (43 éves) | 1    | 0    | Csangsa Kintö (Changsha Ginde)* |
| Li Suaj (Li Shuai)          | 1982. augusztus 18. (42 éves)  | 0    | 0    | Guangzhou Pharmaceutical        |

Védők
| Név                     | Születési dátum (Kor)         | Vál. | Gól. | Jelenlegi klub                                  |
| ----------------------- | ----------------------------- | ---- | ---- | ----------------------------------------------- |
| Cao Jang (Cao Yang)     | 1981. december 15. (43 éves)  | 20   | 1    | Tiencsin (Tianjin) Teda FC*                     |
| Szun Csi (Sun Ji)       | 1982. január 15. (43 éves)    | 2    | 0    | Sanghaj Senhua (Shanghai Shenhua)               |
| Vang Hsziao (Wang Xiao) | 1979. augusztus 30. (45 éves) | 5    | 0    | Tiencsin (Tianjin) Teda FC*                     |
| Vu Hao (Wu Hao)         | 1983. február 19. (42 éves)   | 1    | 0    | Santung Lüneng Tajsan (Shandong Luneng Taishan) |
| Hszin Feng (Xin Feng)   | 1978. május 27. (46 éves)     | 2    | 0    | Sencsen Sangcsingjin (Shenzhen Shangqingyin)    |

Középpályások
| Név                          | Születési dátum (Kor)         | Vál. | Gól. | Jelenlegi klub                               |
| ---------------------------- | ----------------------------- | ---- | ---- | -------------------------------------------- |
| Hu Csao-csün (Hu Zhaojun)    | 1981. március 1. (44 éves)    | 5    | 0    | Talien Sitö (Dalian Shide)                   |
| Li Csien-hua (Li Jianhua)    | 1982. február 12. (43 éves)   | 1    | 0    | Sanhszi Paozsung (Shanxi Baorong)            |
| Li Jen (Li Yan)              | 1980. június 20. (44 éves)    | 16   | 1    | Sencsen Sangcsingjin (Shenzhen Shangqingyin) |
| Lu Feng                      | 1981. november 12. (43 éves)  | 2    | 0    | Honan Csienje (Henan Jianye)                 |
| Vu Vej-an (Wu Wei'an)        | 1981. szeptember 1. (43 éves) | 3    | 1    | Tiencsin (Tianjin) Teda*                     |
| Csao Csün-csö (Zhao Junzhe)  | 1979. április 18. (45 éves)   | 71   | 2    | Liaoning                                     |
| Hsziao Csan-po (Xiao Zhanbo) | 1975. július 22. (49 éves)    | 22   | 2    | Sanghaj Senhua (Shanghai Shenhua)            |

Csatárok
| Név                    | Születési dátum (Kor)       | Vál. | Gól. | Jelenlegi klub                         |
| ---------------------- | --------------------------- | ---- | ---- | -------------------------------------- |
| Kao Lin (Gao Lin)      | 1986. február 14. (39 éves) | 9    | 0    | Sanghaj Senhua (Shanghai Shenhua)      |
| Csü Po (Qu Bo)         | 1981. július 15. (43 éves)  | 35   | 8    | Csingtao Csungneng (Qingdao Zhongneng) |
| Vang Szung (Wang Song) | 1983. október 12. (41 éves) | 4    | 0    | Csengtu Fejlien (Chengdu Feilian)      |
| Jang Lin (Yang Lin)    | 1981. március 14. (43 éves) | 5    | 1    | Honan Csienje (Henan Jianye)           |

A csillaggal jelölt csapatok esetében a szponzor nevéből adódóan a pinjinből történő átírás nem követhető.

### Híresebb játékosok

#### 1930-as években
- Tám Kóng-pák (Tam Kong-pak)
- Léj Vaj-thóng (Li Hui-t'ang)

#### 1945-től napjainkig
| - Tung Fang-cso (Dong Fangzhuo) - Tu Vej (Du Wei) - Hao Haj-tung (Hao Haidong) - Fan Cse-ji (Fan Zhiyi) - Li Csin-jü (Li Jinyu) - Li Tie - Li Vej-feng (Li Weifeng) - Li Hsziao-peng (Li Xiaopeng) - Csü Po (Qu Bo) | - Csü Seng-csing (Qu Shengqing) - Sao Csia-ji (Shao Jiayi) - Szu Mao-csen (Su Maozhen) - Szun Csi-haj (Sun Jihai)i - Szun Hsziang (Sun Xiang) - Jang Csen - Vu Csün-li (Wu Qunli) - Cseng Cse (Zheng Zhi) |

## Szövetségi kapitányok
| #  | Név                                                                        | Időszak                       | Mérk. | Gy. | D. | V. | R.g. | K.g. | Gy. %   | Sikerek                                               |
| -- | -------------------------------------------------------------------------- | ----------------------------- | ----- | --- | -- | -- | ---- | ---- | ------- | ----------------------------------------------------- |
| 1  | Li Feng-lou (Li Fenglou)                                                   | 1951–1952                     | 1     | 0   | 0  | 1  | 0    | 4    | 00,00%  |                                                       |
| 2  | Ember József                                                               | 1954–1956                     | 5     | 3   | 0  | 2  | 9    | 10   | 60,00%  |                                                       |
| 3  | Ember József, Taj Lin-csing (Dai Linjing)                                  | 1957                          | 4     | 1   | 1  | 2  | 5    | 7    | 25,00%  |                                                       |
| 4  | Csen Cseng-ta (Chen Chengda)                                               | 1958–1962                     | 7     | 4   | 0  | 3  | 14   | 8    | 57,14%  |                                                       |
| 5  | Nien Vej-sze (Nian Weisi)                                                  | 1963                          | 13    | 7   | 3  | 3  | 26   | 11   | 53,85%  |                                                       |
| 6  | Fang Zsen-csiu (Fang Renqiu)                                               | 1964                          | 0     | 0   | 0  | 0  | 0    | 0    | 00,00%  |                                                       |
| 7  | Nien Vej-sze (Nian Weisi) (2. alkalommal)                                  | 1965–1973                     | 28    | 19  | 6  | 3  | 97   | 40   | 67,86%  |                                                       |
|    | Nien Vej-sze (Nian Weisi) (szövetségi kapitány), Zsen Pin (Ren Bin) (edző) | 1974–1976                     | 27    | 14  | 5  | 8  | 58   | 40   | 51,85%  | 1976-os Ázsia-kupa (bronzérem)                        |
| 8  | Csang Hung-ken (Zhang Honggen)                                             | 1977                          | 10    | 6   | 1  | 3  | 20   | 12   | 60,00%  |                                                       |
| 9  | Nien Vej-sze (Nian Weisi) (3. alkalommal)                                  | 1978                          | 14    | 8   | 1  | 5  | 25   | 12   | 57,14%  | 1978-as ázsiai játékok (bronzérem)                    |
| 10 | Csang Hung-ken (Zhang Honggen) (2. alkalommal)                             | 1979                          | 0     | 0   | 0  | 0  | 0    | 0    | 00,00%  |                                                       |
| 11 | Nien Vej-sze (Nian Weisi) (4. alkalommal)                                  | 1980                          | 5     | 2   | 2  | 1  | 11   | 4    | 40,00%  |                                                       |
| 12 | Szu Jung-sun (Su Yongshun)                                                 | 1980–1982                     | 20    | 9   | 5  | 6  | 20   | 18   | 45,00%  |                                                       |
| 13 | Csang Hung-ken (Zhang Honggen) (3. alkalommal)                             | 1982                          | 10    | 3   | 5  | 2  | 11   | 10   | 30,00%  |                                                       |
| 14 | Ceng Hszüe-lin (Zeng Xuelin)                                               | 1983–1985                     | 42    | 24  | 6  | 12 | 99   | 35   | 57,14%  | 1984-es Ázsia-kupa (ezüstérem)                        |
| 15 | Nien Vej-sze (Nian Weisi) (5. alkalommal)                                  | 1985–1986                     | 26    | 14  | 7  | 5  | 44   | 24   | 53,85%  |                                                       |
| 16 | Kao Feng-ven (Gao Fengwen)                                                 | 1986–1990                     | 56    | 27  | 13 | 16 | 112  | 40   | 48,21%  | 1988-as Ázsia-kupa (4. hely)                          |
| 17 | Hszü Ken-pao (Xu Genbao)                                                   | 1991–1992                     | 5     | 3   | 0  | 2  | 9    | 10   | 60,00%  |                                                       |
| 18 | Klaus Schlappner                                                           | 1992–1993                     | 25    | 9   | 6  | 10 | 35   | 27   | 36,00%  | 1992-es Ázsia-kupa (bronzérem)                        |
| 19 | Csi Vu-seng (Qi Wusheng)                                                   | 1994–1997                     | 55    | 27  | 13 | 15 | 97   | 60   | 49,09%  | 1994-es ázsiai játékok (ezüstérem)                    |
| 20 | Bobby Houghton                                                             | 1997–1999                     | 17    | 10  | 3  | 4  | 36   | 15   | 58,82%  | 1998-as ázsiai játékok (bronzérem)                    |
| *  | Csin Cse-jang (Jin Zhiyang), Cse Sang-pin (Chi Shangbin)                   | 2000                          | 5     | 5   | 0  | 0  | 31   | 0    | 100,00% |                                                       |
| 21 | Bora Milutinović                                                           | 2000. január–2002. június     | 46    | 20  | 11 | 15 | 75   | 50   | 43,48%  | 2002-es VB (csoportkör), 2000-es Ázsia-kupa (4. hely) |
| *  | Sen Hsziang-fu (Shen Xiangfu)                                              | 2002                          | 3     | 1   | 2  | 0  | 5    | 3    | 33,33%  |                                                       |
| 22 | Arie Haan                                                                  | 2002. december–2004. november | 30    | 17  | 7  | 6  | 52   | 22   | 56,67%  | 2004-es Ázsia-kupa (ezüstérem)                        |
| 23 | Csu Kuang-hu (Zhu Guanghu)                                                 | 2005. március–2007. július    | 24    | 7   | 6  | 11 | 26   | 31   | 29,17%  | 2005-ös kelet-ázsiai labdarúgó bajnokság (aranyérmes) |
| 24 | Vladimir Petrović                                                          | 2007. szeptembertől           | 12    | 4   | 5  | 3  | 22   | 11   | 54,16%  |                                                       |